# Courteron
Courteron é uma comuna francesa na região administrativa de Grande Leste, no departamento de Aube. Estende-se por uma área de 10,33 km². Em 2010 a comuna tinha 110 habitantes (densidade: 10,6 hab./km²).